# Ferdinand Szuhany
Ferdinand Szuhany (* 13. Juni 1813 in Wiesloch; † 19. August 1899 in Hilpertsau) war ein badischer Verwaltungsjurist.

## Leben
Szuhany studierte Rechtswissenschaften an der Universität Heidelberg und wurde dort 1833 Mitglied des Corps Suevia Heidelberg, später wechselte er an die Universität Freiburg. Er trat in den badischen Verwaltungsdienst ein und wurde während der Badischen Revolution im Jahr 1849 nach dem Gefecht in Gernsbach kommissarischer Bürgermeister der Stadt Gernsbach. 1850 wurde Szuhany Direktor des „Weiberzuchthauses“ in der Innenstadt von Bruchsal und der dortigen „Polizeiverwahranstalt“. Seinen Ruhestand ab 1864 verlebte er in Karlsruhe.